# باني كار
باني كار (بالإنجليزية: Bunny Carr)‏ هو مقدم تلفزيوني أيرلندي، ولد في 31 يوليو 1927 في دبلن في جمهورية أيرلندا، وتوفي في 19 سبتمبر 2018 بسبب فشل تنفسي.